# Liste der Fornminnen in Sturkö

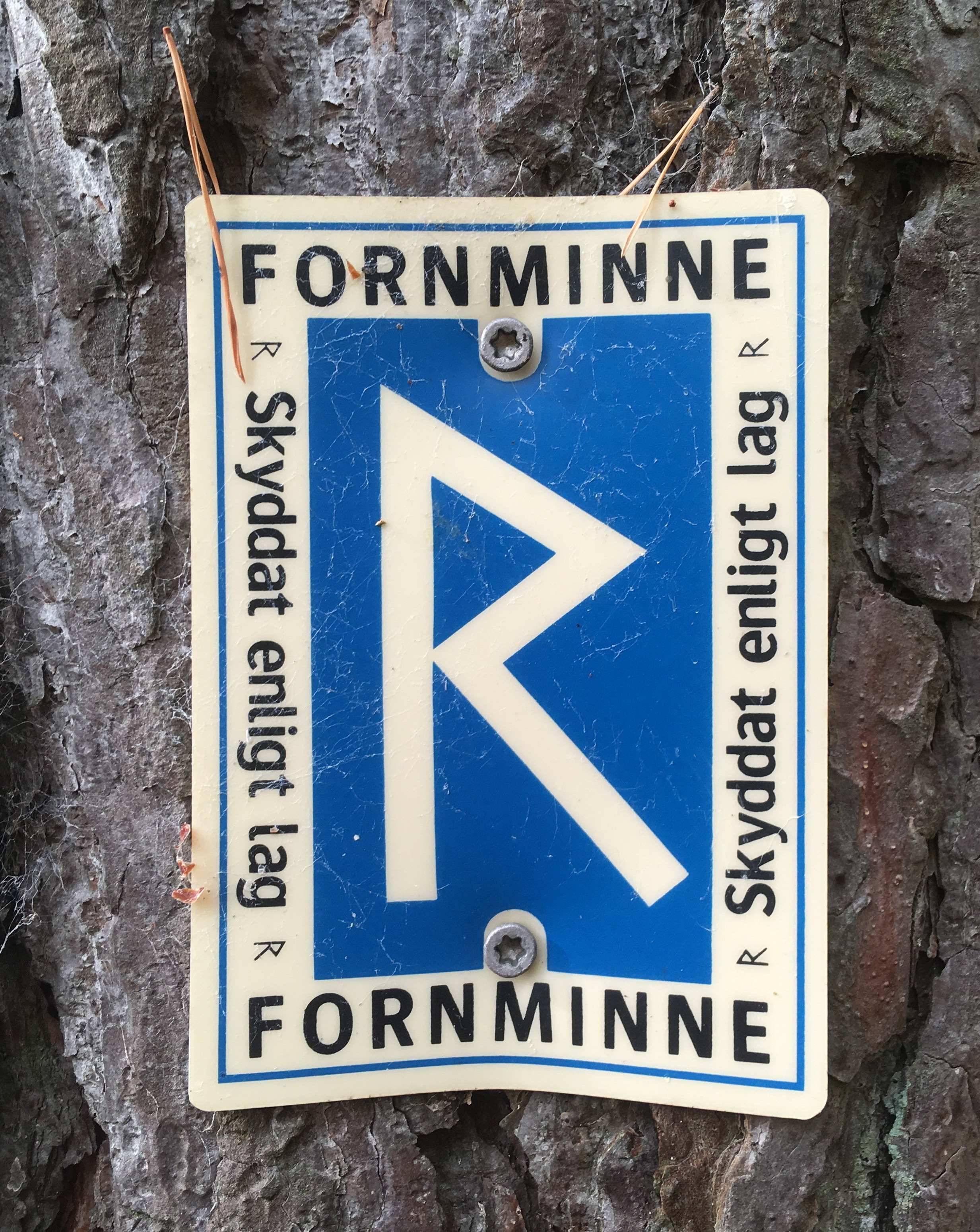
Zeichen für „Fornminnen“ in Schweden

Diese Liste der Fornminnen in Sturkö zeigt die „Alten/antiken Denkmale“ (schwedisch fornminnen) auf der Insel Sturkö im ehemaligen Socken Lösen (siehe) in der heutigen Gemeinde Karlskrona der südschwedischen Provinz Blekinge län, sie ist eine Teilliste der „Liste der Fornminnen in Blekinge“. Die Aufteilung basiert auf der historischen Zuordnung der Gebiete in Socken (siehe auch) und der Einteilung des Zentralamts für Denkmalpflege Riksantikvarieämbetet (RAÄ). Es werden die Fornminnen aufgeführt, die auf dem Suchdienst „Fornsök“ registriert sind, welcher weitere Informationen zu den bekannten kulturhistorischen Überresten in Schweden enthält.

## Begriffserklärung
Fornminnen (schwedisch für alte/antike Denkmale oder archäologische Funde) sind in Schweden alte Objekte und archäologische Funde (Fornlämningar), welche die Überreste menschlicher Aktivitäten in der Vergangenheit bezeichnen, die durch frühere Nutzung entstanden sind und dauerhaft aufgegeben wurden. Dabei gilt für Fornminnen, die vor 1850 entstanden sind, dass sie automatisch durch das Gesetz geschützt sind. Aber auch jüngere Überreste können zu Bodendenkmalen erklärt werden, wenn sie sich an ihrem ursprünglichen Standort befinden und weitgehend erdgebunden sind. Als Fornminnen zählen u. a. Siedlungen und Siedlungsreste aus prähistorischer Zeit, Gräber und Grabstätten, Burgruinen, Ruinen von Klöstern, Kirchen und Schlössern, Steine und Felsen mit Inschriften und Bildern (z. B. Runensteine und Petroglyphen), insofern sie nicht schon als Einzeldenkmal unter Byggnadsminnen (schwedisch für Baudenkmale) oder kyrkliga Kulturminnen (schwedisch für kirchliches Kulturgut) ausgewiesen sind.

## Legende
| ID           | = | ID.Nr. des Denkmalregisters (Fornsök) im schwedische Amt für nationales Kulturerbe (Riksantikvarieämbetet (RAÄ)) |
| Lage         | = | Koordinatenangabe des Standorts                                                                                  |
| Bezeichnung  | = | Bezeichnung des Denkmalobjekts (auch RAÄ-Nr.)                                                                    |
| Beschreibung | = | Name (Denkmaltyp/Dokumentenverweis im Arkivsök) sowie eine kurze Beschreibung des Objekts                        |
| Bild         | = | Bild des Objekts sowie Verweis auf weitere Bilder                                                                |

## Fornminnen Sturkö
| ID             | Lage    | Bezeichnung (RAÄ-Nr.)   | Beschreibung | Bild           |
| -------------- | ------- | ----------------------- | --- | -------------- |
| 10101400030001 | (Karte) | Sturkö 3:1              | Sturkö 3:1 (Steinhügelgrab / L1979:6325) Hügelgrab in einem Waldstück zwischen Ryd und Kullen (100 m nordöstlich Haus Olofs Väg 12, 37043 Sturkö) | Weitere Bilder |
| 10101400130001 | (Karte) | Sturkö 13:1 (Sturkö 51) | Sturkö 13:1 (Runenstein / L1979:6547 / DR 363) Runenstein DR 363 (auch als „schwedisch Sturköstenen“ bekannt oder als „Schiffer Gude“-Stein bezeichnet), der ca. 1 m hohe Stein (etwa 0,5 m breit und 0,4 - 0,8 m dick), datiert auf 900 - 1050; wurde erstmals um 1620 auf Skällenas entdeckt (Originalfundort unbekannt) und um 1870 vor dem Einsturz eines Dammes gerettet, von 1961 bis 1997 war er am Standort „Stürkö 13:1“ aufgestellt, wurde jedoch 1997 an den heutigen Standort „Stürkö 51“ (L1978:7949 / 56° 6′ 48″ N, 15° 43′ 42″ O) verlegt. Er trägt die sinngemäße Aufschrift: „schwedisch Gudes skeppsman reste...}“ - „Schiffer Gude reiste ...“ (Bildnachweis) | Weitere Bilder |
| 10101400150001 | (Karte) | Sturkö 15:1             | Sturkö 15:1 (Fischerdorf / L1979:6432) Reste eines ehemaligen Fischerdorf (westlich Sturkö 16:1, 17:1) auf der Insel Flakskär südöstlich von Sturkö am Kållefjarden. | Weitere Bilder |
| 10101400160001 | (Karte) | Sturkö 16:1             | Sturkö 16:1 (Fischerdorf / L1979:6729) Reste eines ehemaligen Fischerdorf (östlich Sturkö 15:1, westlich Sturkö 17:1) auf der Insel Flakskär südöstlich von Sturkö am Kållefjarden. | Weitere Bilder |
| 10101400170001 | (Karte) | Sturkö 17:1             | Sturkö 17:1 (Fischerdorf / L1979:6615) Reste eines ehemaligen Fischerdorf (östlich Sturkö 15:1, 16:1) auf der Insel Flakskär südöstlich von Sturkö am Kållefjarden. | Weitere Bilder |
| 10101400200001 | (Karte) | Sturkö 20:1             | Sturkö 20:1 (Steinsetzung / L1979:6651) Steinsetzung auf einem Hügel im Ostteil der Insel Maltkvarn (südöstlich von Sturkö) | Weitere Bilder |
| 10101400210001 | (Karte) | Sturkö 21:1             | Sturkö 21:1 (Fischerdorf / L1979:6668) Reste eines ehemaligen Fischerdorfs im Süden der Insel Maltkvarn (südöstlich von Sturkö) | Weitere Bilder |
| 10101400220001 | (Karte) | Sturkö 22:1             | Sturkö 22:1 (Fischerdorf / L1979:6545) ehemaliges Fischerdorf (auch als schwedisch Hedningakåsarna bezeichnet) im Südwesten von Sturkö am Kullavik, benachbart ein kleiner (etwa 6 × 4 m) Betonbunker - „Stürkö 53“ (Bunker/Geschützstellung / L1978:8204) einer Infanteriestellung | Weitere Bilder |
| 10101400270001 | (Karte) | Sturkö 27:1             | Sturkö 27:1 (Steinsetzung / L1979:6837) Steinsetzung im Südosten der Insel Maltkvarn (südöstlich von Sturkö), etwa 200 m südlich von „Stürkö 20:1“ | Weitere Bilder |
| 12000000141410 | (Karte) | Sturkö 69               | Sturkö 69 (Festung/Schanze / L1978:8296) ca. 90 × 40 m große, fast rechteckige Schanze auf einem Plateau südöstlich von Sanda; umgeben von 5 m breiten und 2 m hohen Erdwällen und einem ca. 10 m breiten Graben. Mittelpunkt bildet ein Betonbau mit Panzertüren und Schießscharten, welcher um 1905 als Infanterie-Unterkunft erbaut wurde. | Weitere Bilder |
| 12000000141718 | (Karte) | Sturkö 91               | Sturkö 91 (Schiffswrack / L1978:7968) Schiffswrack ca. 300 m östlich des Ostufers der Ryamar-Bucht im Osten von Sturkö, in etwa 2 m Wassertiefe, stark von Sedimenten überlagert. Nach Untersuchungen 2006 und 2011 handelt es sich um ein etwa 14 m langes Holzsegelschiff aus dem 13. Jh. | Weitere Bilder |
| 12000000145410 | (Karte) | Sturkö 107              | Sturkö 107 (Friedhof / L1978:9026) ehemaliger kleiner Friedhof (ca. 20 × 20 m) etwa 1 km südwestlich Ortslage Sturkö | Weitere Bilder |